# IC 256
IC 256 — галактика типу C (компактна галактика) у сузір'ї Персей.
Цей об'єкт міститься в оригінальній редакції індексного каталогу.